# Elatostema tenuicaudatoides
Elatostema tenuicaudatoides es una especie de planta del género Elatostema, perteneciente a la familia Urticaceae.

## Taxonomía
Elatostema tenuicaudatoides fue descrita por Wen Tsai Wang en 1990.

## Distribución
Se encuentra en el territorio centro-sur de China y el Tíbet.